# Waregem
Waregem és un municipi belga de la província de Flandes Occidental a la regió de Flandes.

## Pobles
| #     | Nom                             | Superfície (km²) | Població (01/01/2007) |
| ----- | ------------------------------- | ---------------- | --------------------- |
| I (V) | Waregem - Waregem - Nieuwenhove | 26,64            | 21.854                |
| II    | Sint-Eloois-Vijve               | 4,10             | 3.498                 |
| III   | Desselgem                       | 7,24             | 5.165                 |
| IV    | Beveren                         | 6,36             | 5.311                 |

Font: http://www.waregem.be

## Localització

Mapa de Waregem

- a. Anzegem
- b. Ingooigem (Anzegem)
- c. Vichte (Anzegem)
- d. Deerlijk
- e. Harelbeke
- f. Bavikhove (Harelbeke)
- g. Ooigem (Wielsbeke)
- h. Wielsbeke
- i. Sint-Baafs-Vijve (Wielsbeke)
- j. Zulte
- k. Kruishoutem
- l. Nokere (Kruishoutem)
- m. Wortegem (Wortegem-Petegem)

## Persones il·lustres
- Armand Desmet, ciclista.
- Leonard Lodewijk De Bo (1826-1885), nascut a Beveren, capellà i lingüista

## Agermanaments
- Ngarama (Ruanda) (des de 1987)
- Szekszárd (Hongria) (des de 1993)
- Jerez de la Frontera
- Pardubice